# Josef Laumer (Politiker, 1887)
Josef Laumer (* 18. Februar 1887 in Salching; † 18. Mai 1973 in Straubing) war ein deutscher Politiker der SPD.

## Vita
Der landwirtschaftliche Arbeiter Laumer war als Infanterist im Ersten Weltkrieg Frontkämpfer, danach arbeitete in Straubing in einem Dampfsägewerk, später bei den Stadtwerken. Nach dem Zweiten Weltkrieg bis zu seinem Ruhestand im Jahr 1952 war er zunächst Angestellter, später Beamter, beim Arbeitsamt Straubing.

## Politische Laufbahn
Ab 1919 war Laumer Mitglied der SPD und von 1920 bis 1933 deren Ortsvorsitzender in Straubing. Von 1924 bis 1933 gehörte er dem Stadtrat von Straubing an und von 1932 bis 1933 war er Mitglied des Bayerischen Landtags. Durch die Nationalsozialisten verlor er 1933 seine Ämter und war 19 Monate im KZ Dachau interniert, worauf vier Jahre Zuchthaus wegen Vorbereitung zum Hochverrat folgten.
Zwischen 1945 und 1958 war Laumer erneut Mitglied des Straubinger Stadtrats und Zweiter Bürgermeister. 1946 gehörte er der Verfassunggebenden Landesversammlung an, danach war er von 1946 bis 1954 sowie erneut von 1956 bis 1958 Mitglied des Bayerischen Landtags.